# Mark Murless
Mark Murless (Johannesburg, 29 maart 1976) is een Zuid-Afrikaans golfprofessional die actief is op de Sunshine Tour.

## Loopbaan
In 1995 werd Murless een golfprofessional en hij behaalde op 25 augustus 1996 zijn eerste profzege op de Sunshine Tour door de Platinum Classic te winnen. Zijn laatste zege dateerde in maart 2008 waar hij de Mount Edgecombe Trophy won.

## Prestaties

### Amateur
- 1994: Transvaal Strokeplay Championship
- 1995: South African Strokeplay Championship

### Professional
Sunshine Tour
| Nr. | Datum            | Toernooi                      | Score           | Score | Info                                |
| --- | ---------------- | ----------------------------- | --------------- | ----- | ----------------------------------- |
| 1   | 25 augustus 1996 | Platinum Classic              | 68+68+68=204    | –12   | [ 1 ]                               |
| 2   | 6 november 2004  | MTC Namibian PGA Championship | 69+68+65=202    | –11   | [ 2 ]                               |
| 3   | 28 november 2007 | Nedbank Affinity Cup          | 71+66+65=202    | –14   | [ 3 ]                               |
| 4   | 2 maart 2008     | Mount Edgecombe Trophy        | 71+69+68+67=275 | –13   | Won de play-off van Darren Fichardt |